# Ampoule à brome

Schéma de deux types d'ampoule à brome: simple et avec un retour qui permet un équilibre des pressions dans le ballon et l'ampoule à brome (Ampoule isobare)

Pour les articles homonymes, voir ampoule.
L'ampoule à brome (aussi appelée ampoule de coulée) est un instrument de laboratoire en verre utilisé pour verser un réactif au goutte-à-goutte.
En effet, si la réaction est très rapide et exothermique et que l'on mélange les deux réactifs trop rapidement, la réaction peut s'emballer, provoquer un fort dégagement de chaleur, voire une explosion. 
Le robinet de l'ampoule à brome permet de régler précisément la vitesse d'écoulement du réactif. La partie en verre très fine, sous le robinet, permet aussi de ralentir (par capillarité) la chute du liquide.
Le robinet de l'ampoule à décanter est situé au bas de l'ampoule, alors que le robinet de l'ampoule à brome est situé assez haut. 

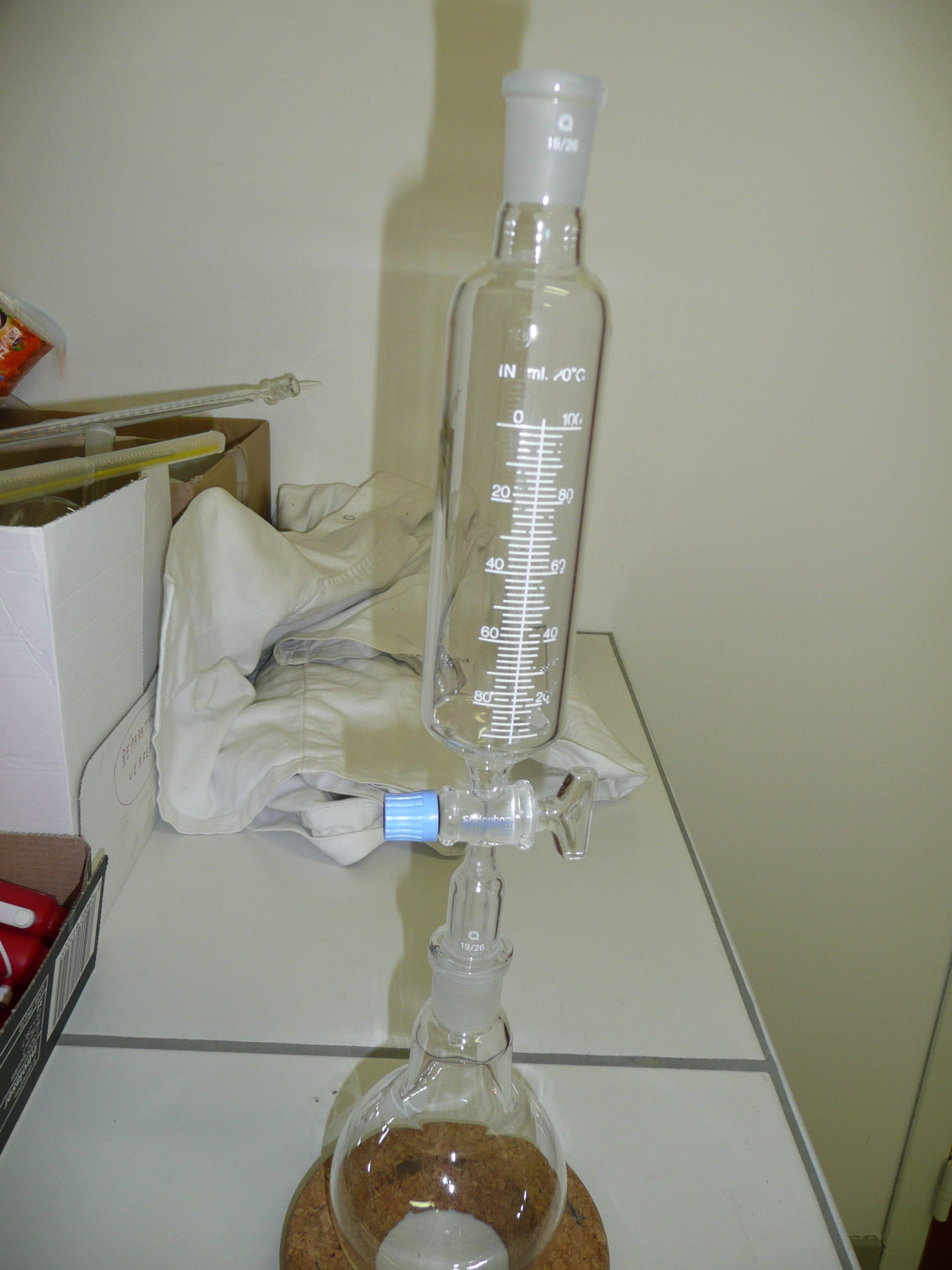
Ampoule à brome simple
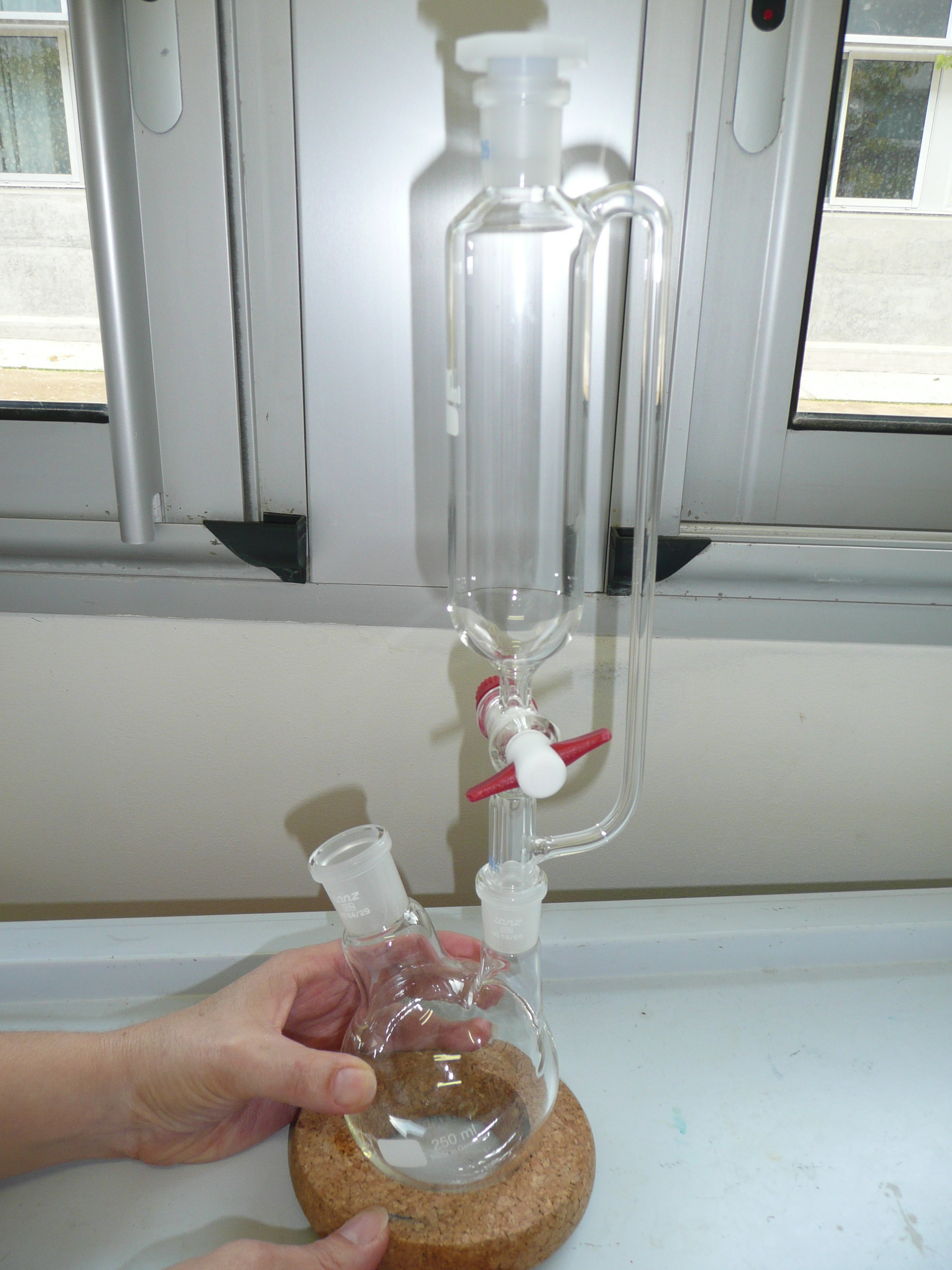
Ampoule isobare